# 七公增六
牧夫座40，又名BD+39 2820，HD 132772、SAO 64449、HR 5588，是牧夫座的一颗恒星，视星等为5.64，位于銀經65.66，銀緯60.77，其B1900.0坐标为赤經14h 55m 46.8s，赤緯+39° 60.77′ 42″。